# Trzęsienie czasu
Trzęsienie czasu (tytuł oryginalny Timequake) – powieść Kurta Vonneguta, amerykańskiego pisarza niemieckiego pochodzenia, nawiązującego swym stylem do surrealizmu.
Tytułowe Trzęsienie czasu to cofnięcie się wszechświata do sytuacji sprzed dokładnie 10 lat. Książka składa się z dużej ilości krótkich rozdziałów luźno ze sobą powiązanych głównie osobą Pstrąga Zabijuchy – ekscentrycznego kloszarda piszącego w ciągu każdych dziesięciu dni opowiadanie. Autor przytacza w sposób luźny i skrócony treści niektórych opowiadań Pstrąga, które niosą ze sobą sarkastyczne i głębokie zrazem przesłanie. Ponadto w książce dużo jest luźnych przemyśleń zarówno zmyślonego pisarza jak i samego autora. Treść jest ułożona chaotycznie, co jednak nadaje jej szczególny klimat.